# Trophée Frank-Mathers
Le trophée Frank-Mathers est attribué annuellement au vainqueur de l'association de l'Est en saison régulière de Ligue américaine de hockey. Il est baptisé en l'honneur de l'ancien entraîneur chef des Bears de Hershey, Frank Mathers.

## Vainqueurs
Association de l'Est
- 2021-2022 - Comets d'Utica
- 2020-2021 - Rocket de Laval
- 2019-2020 - Bruins de Providence
- 2018-2019 - Checkers de Charlotte
- 2017-2018 - Marlies de Toronto
- 2016-2017 - Penguins de Wilkes-Barre/Scranton
- 2015-2016 - Marlies de Toronto

Division Est
- 2014-2015 - Bears de Hershey
- 2013-2014 - Senators de Binghamton
- 2012-2013 - Crunch de Syracuse
- 2011-2012 - Admirals de Norfolk

Association de l'Est
- 2010-2011 - Penguins de Wilkes-Barre/Scranton
- 2009-2010 - Bears de Hershey
- 2008-2009 - Bears de Hershey
- 2007-2008 - Bruins de Providence
- 2006-2007 - Bears de Hershey
- 2005-2006 - Pirates de Portland
- 2004-2005 - Monarchs de Manchester
- 2003-2004 - Wolf Pack de Hartford

Division Sud
- 2002-2003 - Admirals de Norfolk
- 2001-2002 - Admirals de Norfolk

Division Mid-Atlantic
- 2000-2001 - Americans de Rochester
- 1999-2000 - Thoroughblades du Kentucky
- 1998-1999 - Phantoms de Philadelphie
- 1997-1998 - Phantoms de Philadelphie
- 1996-1997 - Phantoms de Philadelphie

Division Sud
- 1995-1996 - Rangers de Binghamton